# Olympisch kwalificatietoernooi voetbal 2012 (CONCACAF mannen)
Het Olympisch kwalificatietoernooi voetbal 2012 (CONCACAF mannen) bepaalde welke twee landen uit Noord-Amerika, Centraal-Amerika en de Caraïben zich kwalificeerden voor de Olympische Spelen 2012 in Londen.

## Voorronde Caraïben

### Eerste ronde
De vier groepswinnaars gaan naar de tweede ronde.

#### Groep A
Toernooi in Paramaribo, Suriname.
| Team                           | Gsp | GW | G | V | DV | DT | DS | Pts |
| ------------------------------ | --- | -- | - | - | -- | -- | -- | --- |
| Suriname                       | 3   | 2  | 1 | 0 | 10 | 3  | +7 | 7   |
| Jamaica                        | 3   | 2  | 1 | 0 | 5  | 2  | +3 | 7   |
| Saint Vincent en de Grenadines | 3   | 1  | 0 | 2 | 3  | 5  | −2 | 3   |
| Kaaimaneilanden                | 3   | 0  | 0 | 3 | 0  | 8  | −8 | 0   |

 Bermuda trok zich terug, vervangen door de Kaaimaneilanden.
|                               |                                |                    |                         |                                                                                         |
| 3 augustus 2011 16:00 (UTC−3) | Saint Vincent en de Grenadines | 0 - 2              | Jamaica                 | André Kamperveenstadion, Paramaribo Toeschouwers: 450 Scheidsrechter: Stanley Lancaster |
| 3 augustus 2011 16:00 (UTC−3) |                                | Verslag[dode link] | 52' Parkes 69' Williams | André Kamperveenstadion, Paramaribo Toeschouwers: 450 Scheidsrechter: Stanley Lancaster |

|                               |                                                            |                    |                 |                                                                                     |
| 3 augustus 2011 18:00 (UTC−3) | Suriname                                                   | 5 - 0              | Kaaimaneilanden | André Kamperveenstadion, Paramaribo Toeschouwers: 600 Scheidsrechter: Valman Bedeau |
| 3 augustus 2011 18:00 (UTC−3) | Perk 15' Rijssel 20', 46' Hernandez 34' (e.d.) Drenthe 89' | Verslag[dode link] |                 | André Kamperveenstadion, Paramaribo Toeschouwers: 600 Scheidsrechter: Valman Bedeau |

|                               |           |                    |                 |                                                                                     |
| 5 augustus 2011 16:00 (UTC−3) | Jamaica   | 1 - 0              | Kaaimaneilanden | André Kamperveenstadion, Paramaribo Toeschouwers: 200 Scheidsrechter: Trevor Taylor |
| 5 augustus 2011 16:00 (UTC−3) | Adlam 14' | Verslag[dode link] |                 | André Kamperveenstadion, Paramaribo Toeschouwers: 200 Scheidsrechter: Trevor Taylor |

|                               |                          |                    |                                |                                                                                  |
| 5 augustus 2011 18:00 (UTC−3) | Suriname                 | 3 - 1              | Saint Vincent en de Grenadines | André Kamperveenstadion, Paramaribo Toeschouwers: 600 Scheidsrechter: Mark Young |
| 5 augustus 2011 18:00 (UTC−3) | Drenthe 3', 24' Waal 36' | Verslag[dode link] | 19' Cuffy                      | André Kamperveenstadion, Paramaribo Toeschouwers: 600 Scheidsrechter: Mark Young |

|                               |                 |                    |                                    |                                                                                     |
| 7 augustus 2011 15:00 (UTC−3) | Kaaimaneilanden | 0 - 2              | Saint Vincent en de Grenadines     | André Kamperveenstadion, Paramaribo Toeschouwers: 350 Scheidsrechter: Bryan Willett |
| 7 augustus 2011 15:00 (UTC−3) |                 | Verslag[dode link] | 25' Stapleton 29' (e.d.) N. Ebanks | André Kamperveenstadion, Paramaribo Toeschouwers: 350 Scheidsrechter: Bryan Willett |

|                               |                                     |                    |                        |                                                                                       |
| 7 augustus 2011 17:00 (UTC−3) | Suriname                            | 2 - 2              | Jamaica                | André Kamperveenstadion, Paramaribo Toeschouwers: 1.600 Scheidsrechter: Trevor Taylor |
| 7 augustus 2011 17:00 (UTC−3) | Simpson 57' (e.d.) Mando 90' (pen.) | Verslag[dode link] | 63' Malcolm 67' Bernal | André Kamperveenstadion, Paramaribo Toeschouwers: 1.600 Scheidsrechter: Trevor Taylor |

#### Groep B
Toernooi in Roseau, Dominica.
| Team               | Gsp | GW | G | V | DV | DT | DS | Pts |
| ------------------ | --- | -- | - | - | -- | -- | -- | --- |
| Trinidad en Tobago | 3   | 2  | 1 | 0 | 6  | 1  | +5 | 7   |
| Curaçao            | 3   | 2  | 1 | 0 | 5  | 1  | +4 | 7   |
| Grenada            | 3   | 1  | 0 | 2 | 2  | 3  | −1 | 3   |
| Dominica           | 3   | 0  | 0 | 3 | 0  | 7  | −7 | 0   |

|                            |                    |                    |         |                                                                         |
| 19 juli 2011 17:00 (UTC−5) | Trinidad en Tobago | 1 - 0              | Grenada | Windsor Park, Roseau Toeschouwers: 3.000 Scheidsrechter: Kevin Morrison |
| 19 juli 2011 17:00 (UTC−5) | Joseph 23'         | Verslag[dode link] |         | Windsor Park, Roseau Toeschouwers: 3.000 Scheidsrechter: Kevin Morrison |

|                            |          |                    |                 |                                                                        |
| 19 juli 2011 19:00 (UTC−5) | Dominica | 0 - 2              | Curaçao         | Windsor Park, Roseau Toeschouwers: 1.300 Scheidsrechter: James Matthew |
| 19 juli 2011 19:00 (UTC−5) |          | Verslag[dode link] | 86', 90' Colina | Windsor Park, Roseau Toeschouwers: 1.300 Scheidsrechter: James Matthew |

|                            |             |                    |                    |                                                                        |
| 21 juli 2011 17:00 (UTC−5) | Curaçao     | 1 - 1              | Trinidad en Tobago | Windsor Park, Roseau Toeschouwers: 3.000 Scheidsrechter: James Matthew |
| 21 juli 2011 17:00 (UTC−5) | Martina 70' | Verslag[dode link] | 58' Joseph         | Windsor Park, Roseau Toeschouwers: 3.000 Scheidsrechter: James Matthew |

|                            |          |                    |                         |                                                                          |
| 21 juli 2011 19:00 (UTC−5) | Dominica | 0 - 2              | Grenada                 | Windsor Park, Roseau Toeschouwers: 3.000 Scheidsrechter: Valdin Legister |
| 21 juli 2011 19:00 (UTC−5) |          | Verslag[dode link] | 48' Charles 87' Phillip | Windsor Park, Roseau Toeschouwers: 3.000 Scheidsrechter: Valdin Legister |

|                            |         |                    |                   |                                                                          |
| 23 juli 2011 17:00 (UTC−5) | Grenada | 0 - 2              | Curaçao           | Windsor Park, Roseau Toeschouwers: 4.500 Scheidsrechter: Valdin Legister |
| 23 juli 2011 17:00 (UTC−5) |         | Verslag[dode link] | 53', 55' Carmelia | Windsor Park, Roseau Toeschouwers: 4.500 Scheidsrechter: Valdin Legister |

|                            |          |                    |                                      |                                                                         |
| 23 juli 2011 19:00 (UTC−5) | Dominica | 0 - 4              | Trinidad en Tobago                   | Windsor Park, Roseau Toeschouwers: 4.500 Scheidsrechter: Kevin Morrison |
| 23 juli 2011 19:00 (UTC−5) |          | Verslag[dode link] | 34' Roget 76', 83' Caesar 80' Joseph | Windsor Park, Roseau Toeschouwers: 4.500 Scheidsrechter: Kevin Morrison |

#### Groep C
Toernooi in Havana, Cuba.
| Team   | Gsp | GW | G | V | DV | DT | DS | Pts |
| ------ | --- | -- | - | - | -- | -- | -- | --- |
| Cuba   | 2   | 2  | 0 | 0 | 8  | 0  | +8 | 6   |
| Aruba  | 2   | 1  | 0 | 1 | 1  | 7  | −6 | 3   |
| Guyana | 2   | 0  | 0 | 2 | 0  | 2  | −2 | 0   |

 Dominicaanse Republiek trok zich terug.
|                            |        |                    |          |                                                                               |
| 23 juni 2011 17:00 (UTC−4) | Guyana | 0 - 1              | Aruba    | Estadio Pedro Marrero, Havana Toeschouwers: 100 Scheidsrechter: Alain Georges |
| 23 juni 2011 17:00 (UTC−4) |        | Verslag[dode link] | Kock 78' | Estadio Pedro Marrero, Havana Toeschouwers: 100 Scheidsrechter: Alain Georges |

|                            |                                                                   |                    |       |                                                                               |
| 25 juni 2011 17:00 (UTC−4) | Cuba                                                              | 7 - 0              | Aruba | Estadio Pedro Marrero, Havana Toeschouwers: 200 Scheidsrechter: Adrian Skeete |
| 25 juni 2011 17:00 (UTC−4) | Cordoves 1', 24' Hernández 9', 55' García 45' Lahera 78' Aira 83' | Verslag[dode link] |       | Estadio Pedro Marrero, Havana Toeschouwers: 200 Scheidsrechter: Adrian Skeete |

|                            |              |                    |        |                                                                                      |
| 27 juni 2011 17:00 (UTC−4) | Cuba         | 1 - 0              | Guyana | Estadio Pedro Marrero, Havana Toeschouwers: 300 Scheidsrechter: Canaan St. Catherine |
| 27 juni 2011 17:00 (UTC−4) | Cordoves 62' | Verslag[dode link] |        | Estadio Pedro Marrero, Havana Toeschouwers: 300 Scheidsrechter: Canaan St. Catherine |

#### Groep D
Toernooi in Basseterre, Saint Kitts en Nevis.
| Team                 | Gsp | GW | G | V | DV | DT | DS | Pts |
| -------------------- | --- | -- | - | - | -- | -- | -- | --- |
| Saint Kitts en Nevis | 3   | 3  | 0 | 0 | 6  | 3  | +3 | 9   |
| Haïti                | 3   | 2  | 0 | 1 | 5  | 3  | +2 | 6   |
| Antigua en Barbuda   | 3   | 1  | 0 | 2 | 4  | 5  | −1 | 3   |
| Saint Lucia          | 3   | 0  | 0 | 3 | 2  | 6  | −4 | 0   |

|                            |                         |                    |                    |                                                                             |
| 21 juli 2011 18:00 (UTC−4) | Haïti                   | 2 - 1              | Antigua en Barbuda | Warner Park Stadium, Basseterre Toeschouwers: 650 Scheidsrechter: Lee Davis |
| 21 juli 2011 18:00 (UTC−4) | Charles 2' Guerrier 49' | Verslag[dode link] | 26' Smith          | Warner Park Stadium, Basseterre Toeschouwers: 650 Scheidsrechter: Lee Davis |

|                            |                         |                    |              |                                                                               |
| 21 juli 2011 20:00 (UTC−4) | Saint Kitts en Nevis    | 2 - 1              | Saint Lucia  | Warner Park Stadium, Basseterre Toeschouwers: 850 Scheidsrechter: Neal Brizan |
| 21 juli 2011 20:00 (UTC−4) | Somersall 39' Warde 73' | Verslag[dode link] | 90+4' Pierre | Warner Park Stadium, Basseterre Toeschouwers: 850 Scheidsrechter: Neal Brizan |

|                            |             |                    |                      |                                                                                |
| 23 juli 2011 18:00 (UTC−4) | Saint Lucia | 0 - 2              | Haïti                | Warner Park Stadium, Basseterre Toeschouwers: 650 Scheidsrechter: Kevin Thomas |
| 23 juli 2011 18:00 (UTC−4) |             | Verslag[dode link] | 7' Norde 36' Charles | Warner Park Stadium, Basseterre Toeschouwers: 650 Scheidsrechter: Kevin Thomas |

|                            |                           |                    |                    |                                                                               |
| 23 juli 2011 20:00 (UTC−4) | Saint Kitts en Nevis      | 2 - 1              | Antigua en Barbuda | Warner Park Stadium, Basseterre Toeschouwers: 700 Scheidsrechter: Neal Brizan |
| 23 juli 2011 20:00 (UTC−4) | Elliott 51' Somersall 58' | Verslag[dode link] | 2' Smith           | Warner Park Stadium, Basseterre Toeschouwers: 700 Scheidsrechter: Neal Brizan |

|                            |                        |                    |             |                                                                                                   |
| 25 juli 2011 18:00 (UTC−4) | Antigua en Barbuda     | 2 - 1              | Saint Lucia | Warner Park Stadium, Basseterre Toeschouwers: 250 Scheidsrechter: Junior Antonio Andujar Bautista |
| 25 juli 2011 18:00 (UTC−4) | Gregory 25' Thomas 81' | Verslag[dode link] | 67' Paul    | Warner Park Stadium, Basseterre Toeschouwers: 250 Scheidsrechter: Junior Antonio Andujar Bautista |

|                            |                               |                    |            |                                                                                 |
| 25 juli 2011 20:00 (UTC−4) | Saint Kitts en Nevis          | 2 - 1              | Haïti      | Warner Park Stadium, Basseterre Toeschouwers: 1.200 Scheidsrechter: Neal Brizan |
| 25 juli 2011 20:00 (UTC−4) | Joseph 59' (e.d.) Elliott 88' | Verslag[dode link] | 37' Gerald | Warner Park Stadium, Basseterre Toeschouwers: 1.200 Scheidsrechter: Neal Brizan |

### Tweede ronde
Toernooi in Saint Kitts en Nevis van 24 t/m 28 november 2011.
De groepswinnaar en de nummer twee gaan naar de eindronde van de CONCACAF-kwalificatie.
| Team                 | Gsp | GW | G | V | DV | DT | DS | Pts |
| -------------------- | --- | -- | - | - | -- | -- | -- | --- |
| Cuba                 | 3   | 1  | 2 | 0 | 6  | 4  | +2 | 5   |
| Trinidad en Tobago   | 3   | 1  | 1 | 1 | 12 | 7  | +5 | 4   |
| Saint Kitts en Nevis | 3   | 1  | 1 | 1 | 6  | 4  | +2 | 4   |
| Suriname             | 3   | 1  | 0 | 2 | 4  | 13 | −9 | 3   |

|                                |                    |                    |            |                                                                                       |
| 24 november 2011 18:00 (UTC−4) | Trinidad en Tobago | 1 - 1              | Cuba       | Warner Park Stadium, Basseterre Toeschouwers: 1.000 Scheidsrechter: Stanley Lancaster |
| 24 november 2011 18:00 (UTC−4) | Gay 24'            | Verslag[dode link] | 22' García | Warner Park Stadium, Basseterre Toeschouwers: 1.000 Scheidsrechter: Stanley Lancaster |

|                                |                      |                    |          |                                                                                     |
| 24 november 2011 20:00 (UTC−4) | Saint Kitts en Nevis | 0 - 1              | Suriname | Warner Park Stadium, Basseterre Toeschouwers: 1.000 Scheidsrechter: Valdin Legister |
| 24 november 2011 20:00 (UTC−4) |                      | Verslag[dode link] | 59' Waal | Warner Park Stadium, Basseterre Toeschouwers: 1.000 Scheidsrechter: Valdin Legister |

|                                |                                      |                    |                           |                                                                                 |
| 26 november 2011 18:00 (UTC−4) | Cuba                                 | 4 - 2              | Suriname                  | Warner Park Stadium, Basseterre Toeschouwers: 600 Scheidsrechter: Javier Santos |
| 26 november 2011 18:00 (UTC−4) | Cordovés 58', 90' Aira 62' Chang 79' | Verslag[dode link] | 17' Loswijk 45' Esperance | Warner Park Stadium, Basseterre Toeschouwers: 600 Scheidsrechter: Javier Santos |

|                                |                                           |                    |                             |                                                                                  |
| 26 november 2011 20:00 (UTC−4) | Saint Kitts en Nevis                      | 5 - 2              | Trinidad en Tobago          | Warner Park Stadium, Basseterre Toeschouwers: 900 Scheidsrechter: Rudolph Angela |
| 26 november 2011 20:00 (UTC−4) | Blanchette 17', 68' Sawyers 48', 65', 88' | Verslag[dode link] | 26' Winchester 83' De Silva | Warner Park Stadium, Basseterre Toeschouwers: 900 Scheidsrechter: Rudolph Angela |

|                                |           |                    |                                                                    |                                                                                   |
| 28 november 2011 18:00 (UTC−4) | Suriname  | 1 - 9              | Trinidad en Tobago                                                 | Warner Park Stadium, Basseterre Toeschouwers: 1.200 Scheidsrechter: Bryan Willett |
| 28 november 2011 18:00 (UTC−4) | Mando 86' | Verslag[dode link] | 15', 18', 32', 63' Molino 28', 77' Lewis 69' De Silva 50', 71' Gay | Warner Park Stadium, Basseterre Toeschouwers: 1.200 Scheidsrechter: Bryan Willett |

|                                |                      |                    |          |                                                                                     |
| 28 november 2011 20:00 (UTC−4) | Saint Kitts en Nevis | 1 - 1              | Cuba     | Warner Park Stadium, Basseterre Toeschouwers: 1.400 Scheidsrechter: Valdin Legister |
| 28 november 2011 20:00 (UTC−4) | Sawyers 38'          | Verslag[dode link] | 72' Aira | Warner Park Stadium, Basseterre Toeschouwers: 1.400 Scheidsrechter: Valdin Legister |

## Voorronde Centraal-Amerika
De twee groepswinnaars gaan naar de eindronde van de CONCACAF-kwalificatie. De nummers twee in de twee groepen spelen een play-off voor de derde plaats.

### Groep 1
Toernooi in El Salvador van 13 t/m 17 september 2011.
| Team        | Gsp | GW | G | V | DV | DT | DS | Pts |
| ----------- | --- | -- | - | - | -- | -- | -- | --- |
| El Salvador | 2   | 2  | 0 | 0 | 4  | 2  | +2 | 6   |
| Panama      | 2   | 1  | 0 | 1 | 4  | 3  | +1 | 3   |
| Guatemala   | 2   | 0  | 0 | 2 | 2  | 5  | −4 | 0   |

|                                 |                 |                    |             |                                                                                      |
| 13 september 2011 19:00 (UTC−6) | El Salvador     | 2 - 1              | Guatemala   | Estadio Cuscatlán, San Salvador Toeschouwers: 6.582 Scheidsrechter: Franklin Jarquín |
| 13 september 2011 19:00 (UTC−6) | Blanco 17', 57' | Verslag[dode link] | 72' Arriola | Estadio Cuscatlán, San Salvador Toeschouwers: 6.582 Scheidsrechter: Franklin Jarquín |

|                                 |                |                    |                                  |                                                                               |
| 15 september 2011 15:00 (UTC−6) | Guatemala      | 1 - 3              | Panama                           | Estadio Cuscatlán, San Salvador Toeschouwers: 78 Scheidsrechter: Erick Andino |
| 15 september 2011 15:00 (UTC−6) | Valenzuela 66' | Verslag[dode link] | 24' Blackburn 26' Polo 77' Davis | Estadio Cuscatlán, San Salvador Toeschouwers: 78 Scheidsrechter: Erick Andino |

|                                 |                     |                    |           |                                                                                   |
| 17 september 2011 15:00 (UTC−6) | El Salvador         | 2 - 1              | Panama    | Estadio Cuscatlán, San Salvador Toeschouwers: 3.738 Scheidsrechter: Jeffrey Solis |
| 17 september 2011 15:00 (UTC−6) | García 8' Rivas 46' | Verslag[dode link] | 90' Godoy | Estadio Cuscatlán, San Salvador Toeschouwers: 3.738 Scheidsrechter: Jeffrey Solis |

### Groep 2
Toernooi in Honduras van 21 t/m 25 september 2011.
| Team       | Gsp | GW | G | V | DV | DT | DS | Pts |
| ---------- | --- | -- | - | - | -- | -- | -- | --- |
| Honduras   | 2   | 1  | 1 | 0 | 7  | 2  | +5 | 4   |
| Costa Rica | 2   | 1  | 1 | 0 | 6  | 2  | +4 | 4   |
| Nicaragua  | 2   | 0  | 0 | 2 | 0  | 9  | −9 | 0   |

|                                 |                                           |                    |           |                                                                                         |
| 21 september 2011 19:00 (UTC−6) | Costa Rica                                | 4 - 0              | Nicaragua | Estadio Francisco Morazán, San Pedro Sula Toeschouwers: 123 Scheidsrechter: Oscar Reyna |
| 21 september 2011 19:00 (UTC−6) | Martínez 25', 61' Madrigal 35' Brenes 50' | Verslag[dode link] |           | Estadio Francisco Morazán, San Pedro Sula Toeschouwers: 123 Scheidsrechter: Oscar Reyna |

|                                 |                         |                    |                          |                                                                                            |
| 23 september 2011 19:00 (UTC−6) | Honduras                | 2 - 2              | Costa Rica               | Estadio Francisco Morazán, San Pedro Sula Toeschouwers: 2.900 Scheidsrechter: Jafeth Perea |
| 23 september 2011 19:00 (UTC−6) | Rojas 27' Hernandez 84' | Verslag[dode link] | 50' Martínez 83' Estrada | Estadio Francisco Morazán, San Pedro Sula Toeschouwers: 2.900 Scheidsrechter: Jafeth Perea |

|                                 |                                                           |                    |           |                                                                                                 |
| 25 september 2011 19:00 (UTC−6) | Honduras                                                  | 5 - 0              | Nicaragua | Estadio Francisco Morazán, San Pedro Sula Toeschouwers: 4.354 Scheidsrechter: Edenilson Ventura |
| 25 september 2011 19:00 (UTC−6) | Leverón 12' Altamirano 36' Rojas 51', 75' M. Martínez 71' | Verslag[dode link] |           | Estadio Francisco Morazán, San Pedro Sula Toeschouwers: 4.354 Scheidsrechter: Edenilson Ventura |

### Play-off
|                               |                         |                    |            |                                                                                       |
| 26 oktober 2011 20:00 (UTC−5) | Panama                  | 2 - 1              | Costa Rica | Estadio Rommel Fernández, Panama-Stad Toeschouwers: 1.730 Scheidsrechter: Mark Geiger |
| 26 oktober 2011 20:00 (UTC−5) | Godoy 62' Blackburn 72' | Verslag[dode link] | 67' Guzmán | Estadio Rommel Fernández, Panama-Stad Toeschouwers: 1.730 Scheidsrechter: Mark Geiger |

|                               |                   |                    |               |                                                                                          |
| 3 november 2011 20:00 (UTC−6) | Costa Rica        | 1 - 1              | Panama        | Estadio Alejandro Morera Soto, Alajuela Toeschouwers: 6.400 Scheidsrechter: Joel Aguilar |
| 3 november 2011 20:00 (UTC−6) | Duarte 86' (pen.) | Verslag[dode link] | 72' Blackburn | Estadio Alejandro Morera Soto, Alajuela Toeschouwers: 6.400 Scheidsrechter: Joel Aguilar |

## Noord-Amerika
Canada, Verenigde Staten en Mexico direct geplaatst voor de eindronde van de CONCACAF-kwalificatie.

## Eindronde
Toernooi in de Verenigde Staten van 22 maart t/m 2 april 2012.
De twee ploegen die de finale bereiken plaatsen zich voor de Olympische Spelen.

### Groep A
| Team             | Gsp | GW | G | V | DV | DT | DS  | Pts |
| ---------------- | --- | -- | - | - | -- | -- | --- | --- |
| El Salvador      | 3   | 1  | 2 | 0 | 7  | 3  | +4  | 5   |
| Canada           | 3   | 1  | 2 | 0 | 3  | 1  | +2  | 5   |
| Verenigde Staten | 3   | 1  | 1 | 1 | 9  | 5  | +4  | 4   |
| Cuba             | 3   | 0  | 1 | 2 | 1  | 11 | −10 | 1   |

|                             |                    |       |        |                                                                      |
| 22 maart 2012 17:30 (UTC−5) | El Salvador        | 0 – 0 | Canada | LP Field, Nashville Toeschouwers: 4.269 Scheidsrechter: Walter López |
| 22 maart 2012 17:30 (UTC−5) | Verslag[dode link] |       |        | LP Field, Nashville Toeschouwers: 4.269 Scheidsrechter: Walter López |

|                             |                                                            |                    |      |                                                                        |
| 22 maart 2012 20:00 (UTC−5) | Verenigde Staten                                           | 6 – 0              | Cuba | LP Field, Nashville Toeschouwers: 4.269 Scheidsrechter: Roberto García |
| 22 maart 2012 20:00 (UTC−5) | Corona 12', 40', 88' Agudelo 37' Diz Pe 43' (e.d.) Adu 62' | Verslag[dode link] |      | LP Field, Nashville Toeschouwers: 4.269 Scheidsrechter: Roberto García |

|                             |      |                    |                                        |                                                                           |
| 24 maart 2012 15:30 (UTC−5) | Cuba | 0 – 4              | El Salvador                            | LP Field, Nashville Toeschouwers: 10.578 Scheidsrechter: Hector Rodrigues |
| 24 maart 2012 15:30 (UTC−5) |      | Verslag[dode link] | 4' Blanco 52', 80' Flores 68' Menjivar | LP Field, Nashville Toeschouwers: 10.578 Scheidsrechter: Hector Rodrigues |

|                             |                  |                    |                         |                                                                       |
| 24 maart 2012 18:00 (UTC−5) | Verenigde Staten | 0 – 2              | Canada                  | LP Field, Nashville Toeschouwers: 10.578 Scheidsrechter: Jafeth Perea |
| 24 maart 2012 18:00 (UTC−5) |                  | Verslag[dode link] | 58' Henry 83' Cavallini | LP Field, Nashville Toeschouwers: 10.578 Scheidsrechter: Jafeth Perea |

|                             |           |                    |           |                                                                   |
| 26 maart 2012 17:30 (UTC−5) | Canada    | 1 – 1              | Cuba      | LP Field, Nashville Toeschouwers: 7.889 Scheidsrechter: Hugo Cruz |
| 26 maart 2012 17:30 (UTC−5) | James 25' | Verslag[dode link] | 90' Reyes | LP Field, Nashville Toeschouwers: 7.889 Scheidsrechter: Hugo Cruz |

|                             |                         |         |                                  |                                                                        |
| 26 maart 2012 20:00 (UTC−5) | Verenigde Staten        | 3 – 3   | El Salvador                      | LP Field, Nashville Toeschouwers: 7.889 Scheidsrechter: Roberto García |
| 26 maart 2012 20:00 (UTC−5) | Boyd 2', 65' Corona 68' | Verslag | 35' Blanco 37' Flores 90+4' Alas | LP Field, Nashville Toeschouwers: 7.889 Scheidsrechter: Roberto García |

### Groep B
| Team               | Gsp | GW | G | V | DV | DT | DS  | Pts |
| ------------------ | --- | -- | - | - | -- | -- | --- | --- |
| Mexico             | 3   | 3  | 0 | 0 | 11 | 1  | +10 | 9   |
| Honduras           | 3   | 2  | 0 | 1 | 5  | 4  | +1  | 6   |
| Panama             | 3   | 0  | 1 | 2 | 2  | 5  | −3  | 1   |
| Trinidad en Tobago | 3   | 0  | 1 | 2 | 2  | 10 | −8  | 1   |

|                             |                                      |                    |            |                                                                                |
| 23 maart 2012 18:00 (UTC−7) | Honduras                             | 3 – 1              | Panama     | The Home Depot Center, Carson Toeschouwers: 8.521 Scheidsrechter: Jair Marrufo |
| 23 maart 2012 18:00 (UTC−7) | Hernández 19' Martínez 47' López 87' | Verslag[dode link] | 54' Glaize | The Home Depot Center, Carson Toeschouwers: 8.521 Scheidsrechter: Jair Marrufo |

|                             |                    |                    |                                                                  |                                                                                 |
| 23 maart 2012 20:30 (UTC−7) | Trinidad en Tobago | 1 – 7              | Mexico                                                           | The Home Depot Center, Carson Toeschouwers: 8.521 Scheidsrechter: Raymond Bogle |
| 23 maart 2012 20:30 (UTC−7) | Molino 88'         | Verslag[dode link] | 29' Pulido 33', 69', 85' Fabián 51' Reyes 75' Jiménez 90' Cortés | The Home Depot Center, Carson Toeschouwers: 8.521 Scheidsrechter: Raymond Bogle |

|                             |              |                    |                    |                                                             |
| 25 maart 2012 13:30 (UTC−7) | Panama       | 1 – 1              | Trinidad en Tobago | The Home Depot Center, Carson Scheidsrechter: Javier Santos |
| 25 maart 2012 13:30 (UTC−7) | Waterman 69' | Verslag[dode link] | 90+3' Winchester   | The Home Depot Center, Carson Scheidsrechter: Javier Santos |

|                             |                      |                    |          |                                                                                  |
| 25 maart 2012 16:00 (UTC−7) | Mexico               | 3 – 0              | Honduras | The Home Depot Center, Carson Toeschouwers: 16.184 Scheidsrechter: Elmer Bonilla |
| 25 maart 2012 16:00 (UTC−7) | Pulido 25', 39', 47' | Verslag[dode link] |          | The Home Depot Center, Carson Toeschouwers: 16.184 Scheidsrechter: Elmer Bonilla |

|                             |                          |                    |                    |                                                                                 |
| 27 maart 2012 18:00 (UTC−7) | Honduras                 | 2 – 0              | Trinidad en Tobago | The Home Depot Center, Carson Toeschouwers: 10.061 Scheidsrechter: Jair Marrufo |
| 27 maart 2012 18:00 (UTC−7) | Hernández 37' Lozano 70' | verslag[dode link] |                    | The Home Depot Center, Carson Toeschouwers: 10.061 Scheidsrechter: Jair Marrufo |

|                             |              |         |        |                                                                                      |
| 27 maart 2012 20:30 (UTC−7) | Mexico       | 1 – 0   | Panama | The Home Depot Center, Carson Toeschouwers: 10.061 Scheidsrechter: Enrico Wijngaarde |
| 27 maart 2012 20:30 (UTC−7) | Torres 90+1' | Verslag |        | The Home Depot Center, Carson Toeschouwers: 10.061 Scheidsrechter: Enrico Wijngaarde |

### Halve finales
|                             |                         |                    |                            |                                                                                         |
| 31 maart 2012 17:00 (UTC−5) | El Salvador             | 2 – 3 (n.v.)       | Honduras                   | Livestrong Sporting Park, Kansas City Toeschouwers: 16.101 Scheidsrechter: Jair Marrufo |
| 31 maart 2012 17:00 (UTC−5) | Molina 77' Sánchez 106' | Verslag[dode link] | 1' Lozano 101', 114' Rodas | Livestrong Sporting Park, Kansas City Toeschouwers: 16.101 Scheidsrechter: Jair Marrufo |

|                             |                                 |                    |           |                                                                                         |
| 31 maart 2012 20:00 (UTC−5) | Mexico                          | 3 – 1              | Canada    | Livestrong Sporting Park, Kansas City Toeschouwers: 16.101 Scheidsrechter: Jafeth Perea |
| 31 maart 2012 20:00 (UTC−5) | Fabián 20' Pulido 33' Ponce 59' | Verslag[dode link] | 32' Haber | Livestrong Sporting Park, Kansas City Toeschouwers: 16.101 Scheidsrechter: Jafeth Perea |

### Finale
|                            |            |                    |                       |                                                                                         |
| 2 april 2012 19:00 (UTC−5) | Honduras   | 1 – 2 (n.v.)       | Mexico                | Livestrong Sporting Park, Kansas City Toeschouwers: 10.501 Scheidsrechter: Walter López |
| 2 april 2012 19:00 (UTC−5) | Quioto 47' | Verslag[dode link] | 74' Fabián 115' Ponce | Livestrong Sporting Park, Kansas City Toeschouwers: 10.501 Scheidsrechter: Walter López |

Mannen · Kwalificatiedetails mannen: Afrika (CAF) · Azië (AFC) · Europa (UEFA) · Noord- en Midden-Amerika (CONCACAF) · Oceanië (OFC) · Zuid-Amerika (CONMEBOL)

Vrouwen · Kwalificatiedetails vrouwen: Afrika (CAF) · Azië (AFC) · Europa (UEFA) · Noord- en Midden-Amerika (CONCACAF) · Oceanië (OFC) · Zuid-Amerika (CONMEBOL)